# Naissance en 1237
Naissance
- 1233
- 1234
- 1235
- 1236
- 1237
- 1238
- 1239
- 1240
- 1241

Cette page dresse une liste de personnalités nées au cours de l'année 1237 :
- Bohémond VI d'Antioche, comte de Tripoli et prince d'Antioche.
- Ladislas, archevêque de Salzbourg, régent du duché de Wrocław, administrateur apostolique du diocèse de Wrocław.
- Muño de Zamora, frère dominicain espagnol, maître de l'ordre des Prêcheurs puis évêque de Palencia.

date incertaine (vers 1237)
- Agnès de Bourbon, ou Agnès de Dampierre, dame de Bourbon.
- Sainte Hélène d'Anjou, reine de Serbie (Rascie et Zeta.